# Vlado Tricikov, Sofia
Vlado Tricikov (în bulgară Владо Тричков) este un sat în comuna Svoghe, regiunea Sofia,  Bulgaria. 

## Demografie
Componența etnică a satului Vlado Tricikov
     Bulgari (95,16%)
     Nicio identificare (4,38%)
     Altele (0,44%)
La recensământul din 2011, populația satului Vlado Tricikov era de 1.572 locuitori. Din punct de vedere etnic, majoritatea locuitorilor (95,16%) erau bulgari. Pentru 4,38% din locuitori nu este cunoscută apartenența etnică.